# Rövidormányú zsuzsóka
A rövidormányú zsuzsóka (Curculio gyongyiae) az ízeltlábúak (Arthropoda) törzsébe, a bogarak (Coleoptera) rendjébe, ezen belül a ormányosbogár-félék (Curculionidae) családjába tartozó faj.
A rovar megjelenése sárgásbarna árnyalatot ölt. A fejen feltűnő, jellegzetes ormánnyá módosult szájszerv figyelhető meg. A példányok átlagos hossza körülbelül 1 centiméter. Monofág életmódot folytat, azaz kifejezetten csak egy faj a tápnövénye, ami a molyhos tölgy (Quercus pubescens). Közép-Európa egyes országainak, köztük Magyarország néhány területén megfigyelhető. A faj ritkának mondható, igen kis egyedszámban fordul elő. 
Ormányával a makkba fúrva helyezi el petéit, melyekből kikelnek a lárvák. Ősszel a fejlett lárvák a termésből kimásznak, majd bebábozódva átvészelik a telet a föld alá ásva magukat. 2022-ben került felfedezésre az Esztergom melletti Kincses-hegyen. Szénási Valentin, a Duna–Ipoly Nemzeti Park szakértője lelt rá az állatra. A faj tudományos nevét felesége, Szénásiné Demeter Gyöngyi tiszteletére választotta.

## Előfordulása
A rövidormányú zsuzsókát eredetileg az esztergomi Kincses-hegyen találták meg, de később több más helyen is felfedezték Magyarországon. A Budai-hegység, a Naszály, a Fóti-Somlyó, a Gerecske, a Vértes, a Gödöllői-dombság és a Balaton-felvidék is szerepel a rovar hazai előfordulási helyein. A faj ritka előfordulású, mivel élőhelyei elszórtan helyezkednek el egymástól. Leginkább dombvidékeken, dolomitos-mészköves tájakon megfigyelhető, különösen Magyarország középső tájain, így a Pilis-hegységhez is kötődik. Jellemző élőhelyei a meleg, mediterrán jellegű bokor- és sziklaerdők. Melegkedvelő tölgyfajok, mint a molyhos tölgy, valamint akár a kocsányos- és kocsánytalan tölgy által alakított erdőtársulásokban megtalálható. Az összegyűjtött múzeumi és gyűjteményi adatok alapján rájöttek, hogy a faj elterjedési területe a Balkán-félszigetig is nyúlik, ideértve Horvátországot és Görögországot is. Cseh kutatók által előkerült még Morvaországból, valamint Szlovákiából is a faj. Lehetőség van arra is, hogy a faj Olaszországban, Franciaországban és esetleg Spanyolországban is jelen van.

## Megjelenése

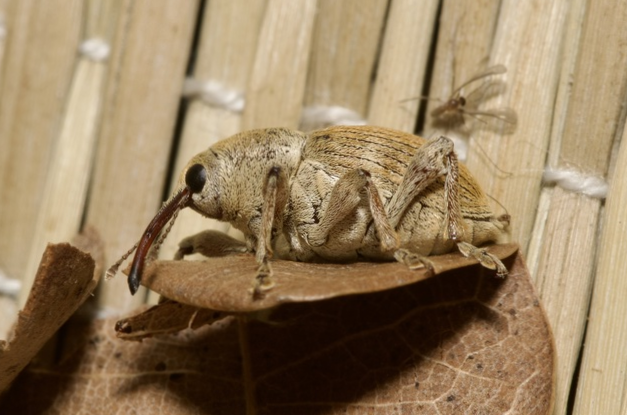
Egy kifejlett példány oldalról nézve

A faj színe sárgás-barna, testét apró szőrzet borítja, szárnyfedőin függőleges csíkok futnak végig. A fej ormányszerűen megnyúlt, melynek végén helyezkednek el a rágók. A nőstények esetében a testhossz átlagosan 6,7 milliméter, míg a hímek 6,5 milliméteresek. Ehhez az ormány további 2,5 millimétert tesz hozzá, így a faj összességében közel 1 centiméteres. Más rokon fajokkal összehasonlítva kisebb testméretű, rövidebb ormányú és eltérő testarányokkal rendelkezik. 

## Életmódja

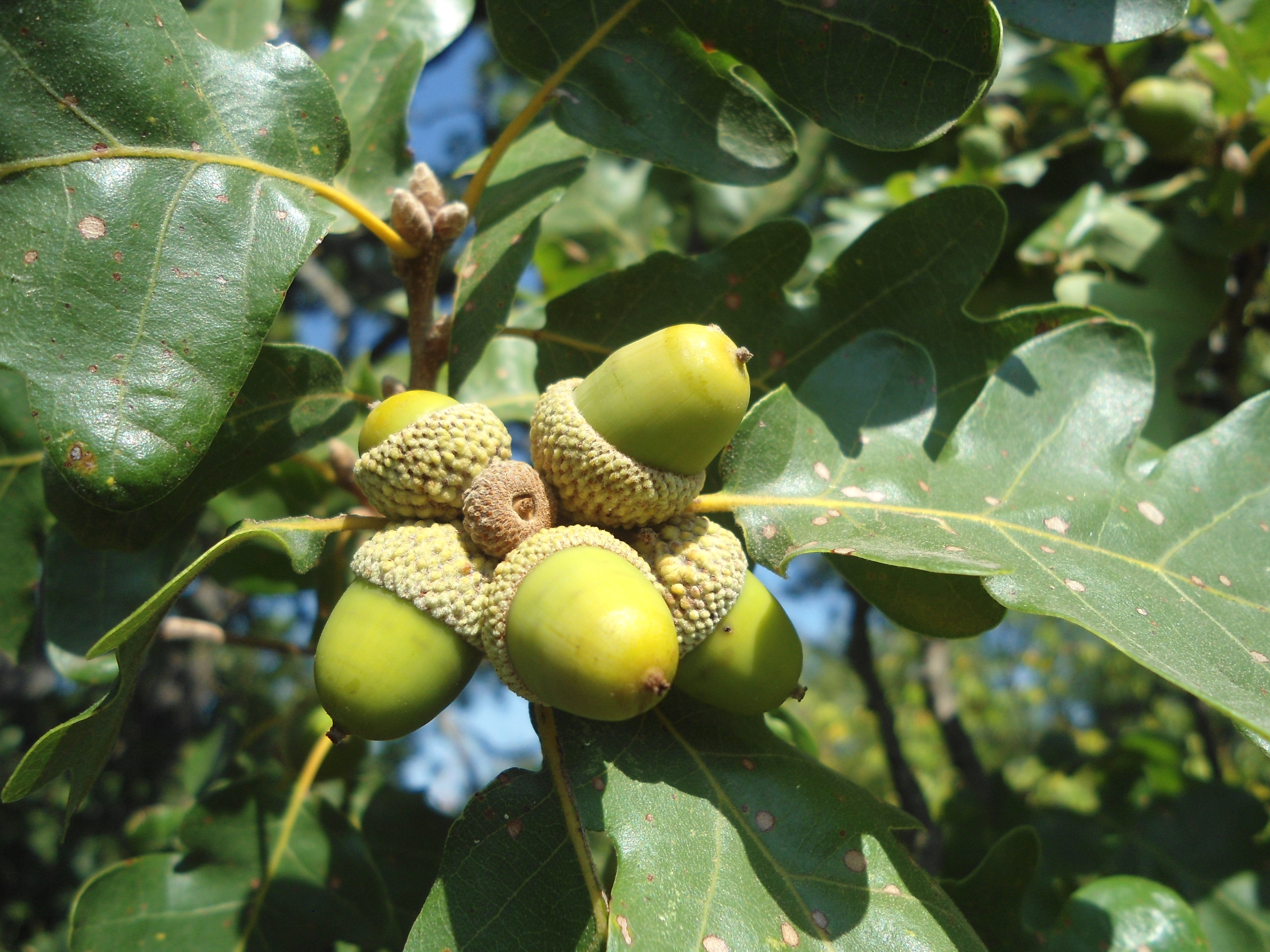
A faj a molyhos tölgy fejlődő makktermésébe rakja petéjét

Monofág módon kizárólag a molyhos tölgy (Quercus pubescens) szolgál a faj számára táplálékforrásként. Az imágók szokatlanul későn rajzanak, általában a július-augusztusi időszakban. A nőstények ormányukkal apró üreget készítenek a tölgyfák fejlődő makktermésében, és ott helyezik el petéiket. Ezután a petékből kibújó lábatlan lárvák itt is teljesítik fejlődésüket, a makk belsejét szinte teljesen el is fogyasztják. Az őszi évszak alkalmával a korábban lehullott makkokból kikelő lárvák a talaj alá fúrják magukat, ahol bebábozódva áttelelnek. Habár a zsuzsóka (Curculio) nem fajait néha erdei kártevőkként tartják számon, azonban makkfogyasztásuk messze elmarad a túlnépesedett vaddisznókétól.

## Felfedezése
A fokozottan védett sztyeplepkének (Paracossulus thrips) az Esztergom közelében elterülő Kincses-hegyen végzett felmérése során bukkantak rá a fajra 2022-ben. Az észlelést Szénási Valentin, a Duna–Ipoly Nemzeti Park Igazgatóságának természetvédelmi szakembere tette, aki ráeszmélt a gyanúsan idegen rovar jelenlétére. A közeli Suzuki gyár miatt felmerült a lehetőség, hogy egy külföldről származó, talán ázsiai bogár kerülhetett a területre. Valentin otthoni mikroszkópos vizsgálat alapján azonosítva bebizonyította, hogy nem egy behurcolt fajról van szó, hanem egy ismeretlen, őshonos bogárfajról. A szakember átvizsgálta a magángyűjteményeket és a Magyar Természettudományi Múzeum állattárát is, ahol három horvát és egy görög példányt talált. A rövidormányú zsuzsóka binominális neve a szakértő Szénásiné Demeter Gyöngyi nevű felesége tiszteletére Curculio gyongyiae lett.

## Természetvédelmi helyzete
A hazai élőhelyén, a molyhos tölgy dominálta erdőségek területén szinte minden állomány védelem alatt áll, és általában az erdőgazdálkodók is óvják ezt az élőhelyet. Ennek oka, hogy az itt előforduló faanyag mennyisége alacsony és minősége sem kiemelkedő. Az egyedi körülmények miatt nem fenyegeti veszély a rövidormányú zsuzsóka túlélését. Ezzel szemben rendkívül alacsony egyedszámmal rendelkező populációt alkot, viszont mégis nagy területen elterjedt. Azonban az is előfordulhat, hogy számos egyede rejtőzik múzeumok és privát gyűjtemények mélyén tévesen más fajokhoz sorolva, vagy pedig a gyűjtemények még kiértékelésre váró anyagában várják sorsuk alakulását.